# Mercy (película de 2023)
Mercy es una película de acción estadounidense de 2023 escrita por Alex Wright, dirigida por Tony Dean Smith y protagonizada por Jonathan Rhys-Meyers, Jon Voight y Leah Gibson.

## Argumento
Una doctora y exoficial militar se encuentra en una batalla mortal por la supervivencia cuando la mafia irlandesa toma el control del hospital donde trabaja y su hijo es tomado como rehén.

## Reparto
- Jonathan Rhys-Meyers como Sean Quinn.
- Jon Voight como Patrick Quinn.
- Leah Gibson como Michelle.
- Sébastien Roberts como Ellis.
- Anthony Konechny como Ryan Quinn.
- Patrick Roccas como Johnno.
- Anthony Bolognese como Bobby.
- Bradley Stryker como Mick.
- Caitlin Stryker como Agente Cruz.
- Mark Masterton como Danny.
- Ryan Russell como el enfermero Kevin.
- Bobby Stewart como el Dr. Terrence.
- Marc-Anthony Massiah como Frank.

## Lanzamiento
La película se estrenó en cines el 12 de mayo de 2023 y digitalmente el 19 de mayo de 2023. También se lanzó bajo demanda el 2 de junio de 2023. Originalmente iba a estrenarse en cines el 19 de mayo.

## Recepción
Jeffrey M. Anderson de Common Sense Media otorgó a la película dos estrellas de cinco.

### Reconocimientos
En la 44.ª edición de los Premios Golden Raspberry, la película fue nominada a peor actor por Jon Voight.